# Aspila omicronata
Aspila omicronata är en fjärilsart som beskrevs av Richardson 1958. Aspila omicronata ingår i släktet Aspila och familjen nattflyn. Inga underarter finns listade i Catalogue of Life.